# Скуби-Ду! Возвращение на остров зомби
«Скуби-Ду! Возвращение на остров зомби» (англ. Scooby-Doo! Return to Zombie Island) — американский анимационный фильм студии Warner Bros. Animation из франшизы «Скуби-Ду». Трейлер мультфильма вышел 6 мая 2019 года. Его премьера состоялась 21 июля на «San Diego Comic-Con International», на DVD он вышел 1 октября 2019 года, а на цифровом HD он вышел 3 сентября 2019 года.
Это — сиквел к мультфильму «Скуби-Ду на острове мертвецов»

## Сюжет
Когда Шэгги выигрывает поездку на тропический остров, банда отправляется на тропический остров, дав при этом обещание Шэгги и Скуби-Ду не разгадывать тайны, а отдыхать, но Шэгги начинает подозревать, что этот остров выглядит довольно знакомо, словно они были здесь раньше, но никто не подозревает, что это — остров Лунный шрам — тот остров, где банду чуть не превратили в зомби, где кошки-оборотни чуть не высосали их жизненную силу, но по острову до сих блуждают зомби и кошки-оборотни. Смогут ли подростки и Скуби-Ду окончательно разгадать тайну острова зомби или эта тайна останется неразгаданной навсегда?

## Роли озвучивали
| Актёр              | Персонаж                         |
| ------------------ | -------------------------------- |
| Фрэнк Уэлкер       | Скуби-Ду / Фред Джонс            |
| Мэттью Лиллард     | Шэгги Роджерс                    |
| Грей Делайл        | Дафни Блэйк                      |
| Кейт Микуччи       | Велма Динкли                     |
| Джанэлль Кокс      | Кот-оборотень / Сестра Уайбэрс   |
| Дэвид Херман       | Шериф                            |
| Джон Майкл Хиггинс | Алан Смити                       |
| Дэйв Би. Митчелл   | Водитель / Капитан Фэрри         |
| Кассандра Петерсон | Эльвира                          |
| Роджер Роуз        | Лидер Кот-оборотень / Рассказчик |
| Трэвис Уиллингхэм  | Сивэр                            |